# 매들린 매든
매들린 매든(Madeleine Madden, 1997년 9월 29일 ~ )은 오스트레일리아의 배우이다.

## 출연 작품

### 영화
- 도라와 잃어버린 황금의 도시 (2019) - 새미 무어 역

### TV
- 타이드랜드 (2018)
- 시간의 수레바퀴 (2021-)